# N32 (Niger)
Die N32 oder RN32 ist eine hochrangige Straße vom Typ Nationalstraße (französisch route nationale) in den Regionen Maradi, Tahoua und Zinder in Niger.

## Verlauf und Charakteristik
Die N32 ist insgesamt 366,6 Kilometer lang. Sie beginnt in der zur Region Tahoua gehörenden Stadt Keita als Abzweigung von der N16. Im Dorf Barzanga zweigt rechts die Route 535 nach Laba ab. Die N32 quert das Trockental Aboutoul und erreicht den Gemeindehauptort Ibohamane. Dort zweigt links die Route 534 nach Insafari ab. Die Nationalstraße verläuft durch das Dorf Téguéléguéle und führt unterhalb der Téguéléguéle-Talsperre vorbei, wo sich eine 400 Hektar große Zone für Bewässerungslandwirtschaft erstreckt. Nach dem Dorf Tabofat passiert die N32 das Dorf Gadamata, wo links die Route 533 nach Tamaské abzweigt. Sie verlässt das nun Bergland Ader Doutchi, führt durch das Dorf Kangui und erreicht die Region Maradi.
Dort quert sie zum ersten Mal das Tarka-Tal. Im Gemeindehauptort Korahane zweigt rechts die Route 437 nach Dikitane ab. In der Stadt Dakoro kreuzt die N32 die zwischen Kadata und Abalak verlaufende N30. Nach dem Dorf Maïlafia quert die N32 erneut das Tarka-Tal, führt durch den Gemeindehauptort Azagor, quert wieder das Tarka-Tal und erreicht das Dorf Bader Tanko, wo rechts die Landstraße RR4-003 nach Saé Saboua abzweigt. Nach den Dörfern Koudou Saley und Soly passiert die N32 die Grenze zwischen den Regionen Maradi und Zinder.
In der Region Zinder verläuft sie zunächst durch die Dörfer Elh Dawèye und Maïréré, gefolgt vom Gemeinde- und Departementshauptort Belbédji. Dort zweigen rechts die N19 nach Tchadoua und die N40 nach Tessaoua sowie links die Route 732 nach Batté Araban ab. Die N32 quert ein letztes Mal das Tarka-Tal und erreicht das Dorf Samia und den Gemeindehauptort Gangara, wo sie die zwischen Tessaoua und Guézawa verlaufende N45 kreuzt. In der Nähe des Dorfes Kouyéwa zweigt links die Route 739 nach Gagaoua ab. Im Dorf Sabon Kafi mündet die N32 schließlich in die Algerien und Nigeria verbindende N11.
Es handelt sich bei der N32 zwischen Keita und Belbédji um eine moderne Erdstraße und zwischen Belbédji und Samia um eine einfache Erdstraße.